# Ko Hirasawa
Ko Hirasawa (jap. 平澤興 Hirasawa Ko; ur. 5 października 1900 w Niigacie, zm. 17 czerwca 1989) – japoński neurolog i neuroanatom. 
Studiował anatomię zwojów podstawy w latach 1928-29 w Instytucie Anatomii Mózgu (Hirnanatomie Institut) w Zurychu u Constantina von Monakowa, razem z innymi Japończykami, m.in. Gennosuke Fuse, Hisakiyo Uemura, Tsunesuke Fukuda, Itsuki Nagino, Sakuzaemon Kodama. Po powrocie do Japonii zajmował się neuroanatomią i onkologią; dyrektor Japońskiego Towarzystwa Nowotworowego (日本医学会の分科会である), członek Japońskiej Akademii Nauk, profesor i 16. przewodniczący Uniwersytetu w Kioto (od grudnia 1957 do grudnia 1963). Był rotarianinem.

## Wybrane prace
- Untersuchungen über das periphere Nervensystem. 1931
- Ueber den Plexus Brachialis Mitterlung die Wurzeln des Plexus Brachial, Impressio séparata ex actis Scholac Medicinalis, Universitatis Imperialis Kiotoensis, 1928.